# Операционная маржа
Операционная маржа, или маржа операционной прибыли (англ. operating income margin, operating profit margin, EBIT margin, return on sales (ROS)) — один из показателей рентабельности продаж, равный отношению операционной прибыли к чистому объему продаж. Как правило, выражается в процентах.
Операционная маржа = Операционная прибыль/Объем продаж.
В качестве операционной прибыли обычно используется EBIT — прибыль до уплаты процентов и налогов, в котором учитывается также расходы на амортизацию (операционная маржа по EBIT).
Альтернативным показателем операционной маржи выступает операционная маржа по чистой прибыли (англ. return on sales или коротко  ROS), который показывает отношение чистой прибыли к выручке (объему продаж):
Доходность продаж (ROS) = Чистая прибыль/Объем продаж = Выручка - Общие затраты/Объем продаж.
ROS является показателем прибыльности компании, наиболее часто используемым для сравнения рентабельности компаний и отраслей различных размеров. При этом, при расчете ROS не учитываются средства (вложения или инвестиции), с помощью которых генерируется выручка.
Выраженная в процентах, операционная маржа показывает, сколько дохода генерируется от операций на каждый рубль продаж после учета прямых затрат (при расчете операционной маржи по EBIT) или после учета всех затрат (при расчете операционной маржи по чистой прибыли), связанных с получением этих доходов. Более высокое значение операционной маржи означает, что большая часть вырученного каждого доллара с продаж остается в виде прибыли.

## Значение операционной маржи
Оба показателя операционной маржи (по EBIT и чистой прибыли) используются для оценки рентабельности компании и тесно связаны друг с другом.
Операционная маржа по EBIT показывает часть дохода, доступная для покрытия внепроизводственных затрат, к примеру процентных выплат и налоговых платежей,  поэтому инвесторы и кредиторы уделяют ей особое внимание. В свою очередь, операционная маржа по чистой прибыли (ROS) представляет собой часть дохода компании, остающаяся в распоряжении компании (или «возвращающаяся» в компанию в виде чистой прибыли) после всех понесенных ею издержек по ведению своей деятельности, и отражает конечный результат и общую эффективность ее деятельности. При этом, оба из этих индикатора представляет собой долю от выручки в процентном выражении.
Операционная маржа представляет собой хорошее информационное обеспечение по эффективности компании. Поскольку компании представляют собой совокупность проектов и рынков, о результатах деятельности отдельных их областей можно судить по тому, насколько каждая из этих областей способна увеличить (приумножить) чистую прибыль компании либо в счёт покрытия внепроизводственных затрат. Позволяя учет размера различных проектов, операционная маржа создает необходимую основу для их сопоставления.
Операционная маржа может быть улучшена за счет улучшения руководства компанией, более эффективного использования ресурсов, улучшения ценообразования и более эффективного маркетинга.
По своей сути, операционная маржа по EBIT — это мера способности компании получать прибыль от своей основной деятельности по отношению к ее общей выручке. Это дает инвесторам информацию о том, являются ли основным источником дохода компании ее основная деятельность или другие источники средств, к примеру инвестиционные вливания.
Вместе с тем, операционная маржа показывает, насколько компания эффективна в производстве своих основных продуктов и услуг и насколько эффективно ее руководство в ведении ее деятельности. Поэтому опрерационная маржа (ROS) выступает показателем как эффективности, так и рентабельности. Так, компания, которая имеет выручку в 100 000 долларов и общие затраты в объеме 90 000 долларов менее эффективна, чем компания, которая генерирует 50 000 долларов в продажах и при этом имеет лишь общие затраты в объеме 30 000 долларов. Операционная маржа растет, если руководство компании успешно сокращает расходы при одновременном увеличении доходов. Так, из вышеприведенного примера вытекает, что компания с объемом продаж в 50 000 долларов и затратами в 30 000 долларов имеет операционную прибыль 20 000 долларов и операционнцю маржу в 40% (20 000 долларов / 50 000 долларов). Если руководство компании стремится повысить эффективность, это возможно через либо увеличения продаж при постепенном увеличении расходов нарстующими темпамим, либо сокращения расходов при сохранении или увеличении доходов / продаж.
Однако увеличение продаж зачастую требует увеличения расходов и ведет к большим затратам. Чрезмерное сокращение затрат может также привести к нежелательным последствиям, включая потерю квалифицированных рабочих, переход на менее качественные материалы или другие потери качества. Сокращение маркетинговых расходов может также негативно сказаться на продажах. Лучшим способом для компании снижения себестоимости производства без ущерба для качества является расширение посредством использования преимуществ экономии на масштабе. Глубокий анализ динамики операционной маржи позволяет выявить эффективность / неэффективность компании и ее руководства в этих областях.
Кроме того, показатель операционной маржи очень важен для инвесторов, кредиторов и других держателей долговых обязательств, поскольку он предоставляет информацию об объеме операционных денежных средств, которые компания генерирует из своей выручки, что в свою очередь дает представление о возможных объемах дивидендах, реинвестирования и способности компании погашать свои обязательства.
Анализ динамики ROS позволяет выявить степень внутренней эффективности за продолжительный период времени. Это дает отчетливую картину об эффективности деятельности руководства компании в управлении компанией и ее вклада в создании и приумножении прибыли компании, способности ее ведения инвестиционной деятельности и как следствие обеспечения ее роста.
Операционная маржа ROS также полезна при сопоставлении компании с ее конкрурентами, независимо от их масштабов. Так, ROS предоставляет возможность сопоставления малой компании с компанией из списка Fortune 500. Однако ROS следует использовать только для сравнения компаний из одной и той же отрасли, в идеале при сопоставлении компаний со схожей бизнес-моделью и объемами продаж. У компаний из разных отраслей с совершенно разными бизнес-моделями имеются большие расхождения в операционной марже, поэтому их сравнение с использованием EBIT может быть нецелесообразным и ввести анализирующего в заблуждение относительно своих заключений. К примеру, сеть продуктовых магазинов имеет более низкую операционную маржу и, следовательно, более низкую рентабельность продаж по сравнению с технологической компанией.
Как правило, величина операционной маржи положительная связана с эффективностью и рентабельностью ее деятельности. Высокие значения операционной маржи показывают эффективность компании в осуществлении своих тразакций и умении обращать продажи в прибыль. Однако, высокая вариабельность значений операционной маржи является основным показателем коммерческого риска. Превышение значения операционной маржи компании среднего показателя по отрасли свидетельствует о достижении компанией конкурентного преимущества, что предполагает ее успешность относительно аналогичных (конкурирующих) компаний.

## Различия в отраслях
Отрасли с высокой операционной маржой обычно включают в себя сектор услуг, поскольку в производстве услуг задействовано меньше активов, чем, к примеру, в сборочном цеху. Так, компании по разработке программного обеспечения или компьютерных игр несут большие затраты только на начальной стадии разработки определенного программного обеспечения/игры, которые затем обеспечивают им постоянные большие денежные поступления при довольно незначительных затратах. Также, продажа предметов роскоши и высококачественных аксессуаров являются отраслями, в которых генерируется большая прибыль при низких продажах.
Предприятия, характеризующиеся интенсивностью осуществляемых операций, такие как транспортные предприятия, и сталкивающиеся с постоянными колебаниями цен на топливо, затратами по обеспечению водителей транспотрными средствами и прочим необходимым оборудованием, также издержками по техническому обслуживанию транспортных средств, обычно имеют более низкую операционную маржу. Сельскохозяйственные предприятия также обычно имеют низкую маржу из-за зависимости от погодных условий, наличия больших товарно-материальных запасов, высоких операционных накладных расходов, потребности в сельскохозяйственных угодьях и складских помещениях, а также ресурсоемкой деятельности.
Автомобильной промышленности также характерна низкая операционная маржа, поскольку прибыль и продажи ограничены жесткой конкуренцией, неопределенностью потребительского спроса и высокими операционными расходами, связанными с развитием дилерских сетей и логистики.

## Пример
Ниже приводится пример расчета операционной маржи на основе данных бухгалтерского отчета (отчета о прибылях и убытках) компаний Амазон (электронная коммерция), ДХЛ (логистика) и Кока-Колы (пищевая промышленность).
|                                                     | Amazon         | Coca-Cola      | DHL       |
| --------------------------------------------------- | -------------- | -------------- | --------- |
|                                                     | млн. долл. США | млн. долл. США | млн. евро |
| Чистый операционный доход (выручка)                 | 469.822        | 5.563          | 81.747    |
| Себестоимость реализованной продукции               | 272.344        | 3.609          | 43.897    |
| Валовая прибыль                                     | 197.478        | 1.954          | 37.850    |
| Общие операционные расходы                          | 172.595        | 1.515          | 29.872    |
| Операционная прибыль (EBIT)                         | 24.883         | 439            | 7.978     |
| Чистый процентный доход / чистые процентные расходы | -1.361         | -33            | -424      |
| Чистые прочие (неоперационные) расходы / доходы     | 14.633         | -151           | -195      |
| Прибыль до налогообложения                          | 38.155         | 255            | 7.359     |
| Расходы по налогу на прибыль                        | 4.791          | 66             | 1.936     |
| Чистая прибыль                                      | 33.364         | 190            | 5.423     |

Операционная маржа приведенных компаний:
Операционная маржа (Амазон) = 24,883/469,822 = 5,30%
ROS (Амазон) = 33,364/469,822 = 7,10%
Операционная маржа (Кока-Кола) = 439/5,563 = 7,89%
ROS (Кока-Кола) = 190/5,563 = 3,41%
Операционная маржа (DHL) = 7,978/81,747 = 9,76%
ROS (DHL) = 5,423/81,747 = 6,63%
Как видно из приведенного примера, компания DHL имеет наибольшую операционную маржу (операционная прибыль / выручка), в то время как Амазон имеет наибольший показатель ROS (доходности продаж).